# 天主教瓦利斯和富圖納教區
天主教瓦利斯和富圖納教區（拉丁語：Dioecesis Uveana et Futunensis）是大洋洲一個羅馬天主教教區。屬努美亞總教區。

## 現況
教區範圍包括瓦利斯和富圖納群島，教座位於首府、位於瓦利斯島的馬塔烏圖。2010年有教友13,631人、五個堂區、八名司鐸。現任教區主教為苏西蒂诺·西奥内波埃，榮休主教為祈烈諾·德·拉西伊。

## 歷史
1935年11月11日設立宗座代牧區。1966年6月21日升為教區。